# Mendoziopeltis byrsonimae
Mendoziopeltis byrsonimae är en svampart som beskrevs av Bat. & Nascim. ex Bat. 1959. Mendoziopeltis byrsonimae ingår i släktet Mendoziopeltis och familjen Micropeltidaceae.   Inga underarter finns listade i Catalogue of Life.